# دهستان هندیجان غربی
دهستان هندیجان غربی نام دهستانی در بخش مرکزی شهرستان هندیجان، استان خوزستان در ایران است. براساس سرشماری مرکز آمار ایران در سال ۱۳۸۵، جمعیت آن ۱۱۳۶ نفر (۲۳۳ خانوار) بوده‌است.